# Mémorial de la France combattante
Het Mémorial de la France combattante is het belangrijkste monument ter nagedachtenis aan Franse soldaten uit de Tweede Wereldoorlog (1939-1945). Het bevindt zich onder Fort Mont-Valérien in Suresnes, aan de westelijke rand van Parijs.
Het herdenkt leden van de strijdkrachten van Frankrijk en de koloniën, evenals leden van het Franse verzet. Vijftien vertegenwoordigers van de Franse helden werden hier op 11 november 1945 tijdens een uitgebreide ceremonie begraven.
Het monument werd ingehuldigd op 18 juni 1960. De muren zijn versierd met zestien bronzen reliëfs die allegorisch verschillende fasen, locaties en deelnemers aan de strijd voorstellen.